# Incidente ferroviario di Roccapietra
L'incidente ferroviario di Roccapietra fu un tamponamento di treni avvenuto l'8 giugno 1908 nella fermata di Roccapietra, sulla ferrovia Novara-Varallo.

## Dinamica dei fatti
Il treno viaggiatori n. 2323, partito dalla stazione di Varallo Sesia alle ore 14:38 con 23 minuti di ritardo, composto di carrozze viaggiatori, in parte a terrazzini, cariche di passeggeri giunse alla fermata di Roccapietra alle 14:45. La fermata si prolungò oltre il tempo consentito a causa di un guasto all'impianto frenante della locomotiva a vapore. La fermata era sprovvista di telefono, di telegrafo e di segnali. La protezione della coda con un segnale di arresto venne posta ma sembra non fosse chiaramente visibile. Essendo in vigore il cosiddetto distanziamento a tempo, passati 10 minuti, dalla stazione di Varallo venne inviato, al seguito, un treno merci. Il treno merci prese velocità, anche per la consistente pendenza della linea; sbucato da una galleria il macchinista vide la coda del treno viaggiatori ma non fece in tempo a dare il controvapore che già urtava la coda del treno viaggiatori sfasciando sei vetture. La mancanza di comunicazioni non permise un immediato arrivo dei soccorsi. Un brigadiere dei carabinieri rimasto illeso riuscì ad avvisare la Regia tenenza di Varallo. Dalla stazione, su una locomotiva a vapore presero posto medici, personale ferroviario e autorità giungendo così a prestare soccorso. Qualche ora dopo i feriti iniziarono ad essere distribuiti negli ospedali vicini e in posti di soccorso improvvisati in chiese, alberghi e case. Le vittime estratte risultarono quattro, tutte donne; 68 furono i feriti di cui una metà gravi. Il macchinista e il fuochista del treno merci si lanciarono a terra poco prima dell'impatto rimanendo feriti in modo piuttosto grave.
Il treno viaggiatori era affollato da pellegrini e devoti che, approfittando della chiusura degli stabilimenti industriali si erano recati a Varallo per la festività della Madonna dell'Incoronata di Varallo.

## I treni coinvolti
- Treno viaggiatori n. 2323, con carrozze di 2ª e 3ª classe in partenza da Varallo alle ore 14:15 e diretto a Romagnano e Novara[2]
- Treno merci n. 5255[1] composto di una locomotiva a vapore e 4 carri merci[2].

## L'inchiesta
Vennero avviate due inchieste: una della magistratura e una tecnica dell'amministrazione ferroviaria.
La fermata di Roccapietra è posta a circa 600 metri dopo lo sbocco di una galleria e la linea è in pendenza dell'11 per mille ma compie una curva che riduce la visibilità a non più di 100 m; il treno merci non poteva in alcun modo evitare lo scontro per mancanza di tempo utile ad azionare i sistemi frenanti. L'urto fu inevitabile: la locomotiva penetrò nelle ultime tre vetture di coda che ridusse a rottami sfasciando anche le tre successive. In prima fase venne disposto l'arresto del responsabile della fermata ritenendolo responsabile della mancata protezione della coda del treno. Un'interrogazione parlamentare mise sotto accusa l'inadeguatezza del sistema di circolazione, con il distanziamento a tempo, la mancanza di segnali di blocco, di comunicazioni e l'obsolescenza dei rotabili; il guasto al sistema frenante e la fragilità delle carrozze di legno e a terrazzini.

## Le vittime
Persero la vita nell'impatto: Giuseppina Sola, di 25 anni, e Anna Coda, ambedue da Pralungo biellese; Giuseppina Bottino di anni 30, da Villata; Rosa Nacelli di anni 50, da Borgovercelli.
I feriti, in numero complessivo di 68, furono in parte ricoverati in luoghi privati, a Roccapietra, a Varallo e a Novara; altri preferirono essere medicati e proseguirono a destinazione con altri mezzi.